# 아이슬란드 대학교

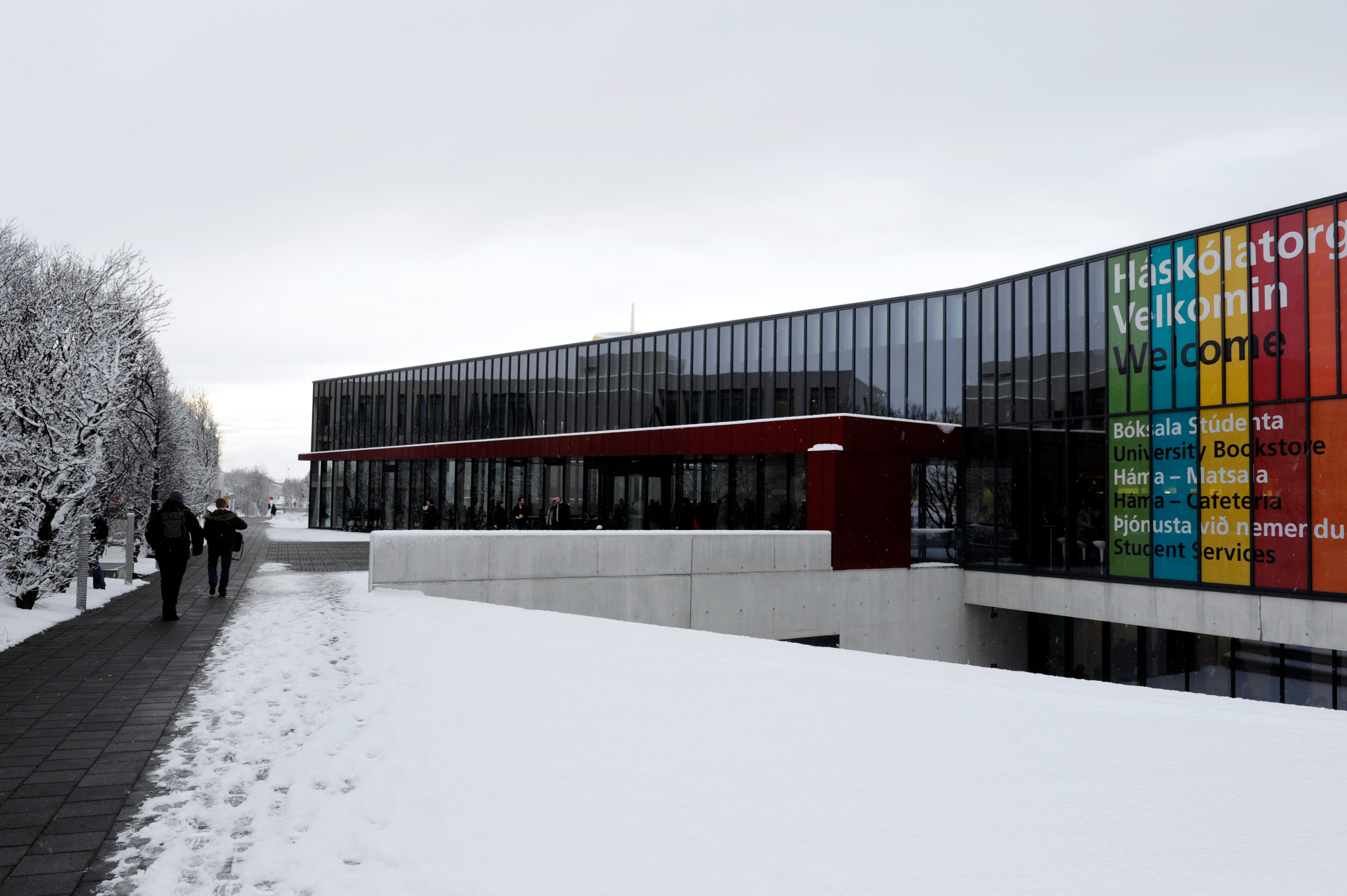

아이슬란드 대학교(아이슬란드어: Háskóli Íslands)는 아이슬란드가 덴마크의 지배하에 있던 1911년에 설립된 국립 대학교다. 수도인 레이캬비크에 위치하고 있으며 2008년 현재, 약 1만여 명의 학생과 약 1천여 명의 교직원이 있다. 현재 총장은 크리스틴 잉골프스도티르(Kristín Ingólfsdóttir)이다.

## 학부 구성
- 경영학 및 경제학
- 공학
- 인문학
- 신학
- 법학
- 의학
- 자연과학
- 간호학
- 치의학
- 약학
- 사회과학